# Lotta libera ai Giochi della XIX Olimpiade - Pesi piuma
La competizione della categoria pesi piuma (fino a 63 kg) di lotta libera dei Giochi della XIX Olimpiade si è svolta dal 17 al 20 ottobre 1968 all'Arena Insurgentes di Città del Messico.

## Formato
Ad ogni incontro venivano assegnate penalità secondo il risultato.
Con sei penalità o più il lottatore veniva eliminato.

## Risultati
| Legenda                                  | Legenda |
| ---------------------------------------- | ------- |
| Lottatore con 6 penalità o più Eliminato |         |

### 1º Turno
Si è disputato il 17 ottobre
| Vincitore                | Pen. | Risultato   | Sconfitto         | Pen. |
| ------------------------ | ---- | ----------- | ----------------- | ---- |
| Vehbi Akdağ              | 1    | Ai Punti    | Jürgen Luczak     | 3    |
| Shamseddin Seyed-Abbassi | 1    | Ai Punti    | Bobby Douglas     | 3    |
| Elkan Tedeev             | 1    | Ai Punti    | Mohammad Ebrahimi | 3    |
| Tsedendambyn Natsagdorj  | 1    | Ai Punti    | Tadeusz Godyń     | 3    |
| Masaaki Kaneko           | 0    | Schienata   | Gabriel Ruz       | 4    |
| Choi Jeong-Hyeok         | 0    | Schienata   | Onesimo Rufino    | 4    |
| Petre Coman              | 0,5  | Superiorità | John McCourtney   | 3,5  |
| József Rusznyák          | 1    | Ai Punti    | Pat Bolger        | 3    |
| Enju Todorov             | 0    | Schienata   | José Ramos        | 4    |
| Ismail Al-Karaghouli     | 0    | Schienata   | José Luis García  | 4    |
| Nikos Karypidis          | 0    | Schienata   | Antonio Senosa    | 4    |
| Josef Engel              | 0    | Esentato    |                   |      |

### 2º Turno
Si è disputato il 18 ottobre
| Vincitore                | Pen. | Risultato   | Sconfitto               | Pen. |
| ------------------------ | ---- | ----------- | ----------------------- | ---- |
| Vehbi Akdağ              | 2    | Ai Punti    | Josef Engel             | 3    |
| Shamseddin Seyed-Abbassi | 1,5  | Superiorità | Jürgen Luczak           | 6,5  |
| Elkan Tedeev             | 1    | Schienata   | Tadeusz Godyń           | 7    |
| Mohammad Ebrahimi        | 5    | = Parità =  | Tsedendambyn Natsagdorj | 3    |
| Masaaki Kaneko           | 0    | Schienata   | Onesimo Rufino          | 8    |
| Choi Jeong-Hyeok         | 1    | Ai Punti    | Gabriel Ruz             | 7    |
| Petre Coman              | 1    | Superiorità | Pat Bolger              | 6,5  |
| József Rusznyák          | 1    | Schienata   | John McCourtney         | 7,5  |
| Enju Todorov             | 0,5  | Superiorità | Ismail Al-Karaghouli    | 3,5  |
| José Ramos               | 4    | Schienata   | Antonio Senosa          | 8    |
| Nikos Karypidis          | 0    | Schienata   | José Luis García        | 8    |
| Bobby Douglas            | -    | Ritirato    |                         |      |

### 3º Turno
Si è disputato il 19 ottobre
| Vincitore                | Pen. | Risultato   | Sconfitto               | Pen. |
| ------------------------ | ---- | ----------- | ----------------------- | ---- |
| Shamseddin Seyed-Abbassi | 1,5  | Schienata   | Josef Engel             | 7    |
| Vehbi Akdağ              | 4    | = Parità =  | Elkan Tedeev            | 3    |
| Masaaki Kaneko           | 0,5  | Superiorità | Tsedendambyn Natsagdorj | 6,5  |
| Petre Coman              | 2    | Ai Punti    | Choi Jeong-Hyeok        | 4    |
| Enju Todorov             | 1    | Superiorità | József Rusznyák         | 4,5  |
| Ismail Al-Karaghouli     | 5,5  | = Parità =  | José Ramos              | 6    |
| Nikos Karypidis          | 0    | Esentato    |                         |      |
| Mohammad Ebrahimi        | -    | Ritirato    |                         |      |

### 4º Turno
Si è disputato il 19 ottobre
| Vincitore                | Pen. | Risultato  | Sconfitto        | Pen. |
| ------------------------ | ---- | ---------- | ---------------- | ---- |
| Nikos Karypidis          | 2,5  | = Parità = | Vehbi Akdağ      | 6,5  |
| Shamseddin Seyed-Abbassi | 2,5  | Ai Punti   | Elkan Tedeev     | 6    |
| Masaaki Kaneko           | 0,5  | Schienata  | Choi Jeong-Hyeok | 8    |
| Enju Todorov             | 2    | Ai Punti   | Petre Coman      | 5    |
| Ismail Al-Karaghouli     | 6,5  | Ai Punti   | József Rusznyák  | 7,5  |

### 5º Turno
Si è disputato il 20 ottobre
| Vincitore                | Pen. | Risultato | Sconfitto       | Pen. |
| ------------------------ | ---- | --------- | --------------- | ---- |
| Shamseddin Seyed-Abbassi | 2,5  | Schienata | Nikos Karypidis | 6,5  |
| Masaaki Kaneko           | 1,5  | Ai Punti  | Petre Coman     | 8    |
| Enju Todorov             | 2    | Esentato  |                 |      |

### Turno  Finale
Si è disputato il 20 ottobre
| Vincitore      | Pen. | Risultato  | Sconfitto                | Pen. |
| -------------- | ---- | ---------- | ------------------------ | ---- |
| Enju Todorov   | 2    | = Parità = | Shamseddin Seyed-Abbassi | 2    |
| Masaaki Kaneko | 2,5  | = Parità = | Enju Todorov             | 4,5  |
| Masaaki Kaneko | 3,5  | Ai Punti   | Shamseddin Seyed-Abbassi | 5    |

## Classifica finale
| Pos.    | Atleta                   | Nazione          |
| ------- | ------------------------ | ---------------- |
| Oro     | Masaaki Kaneko           | Giappone         |
| Argento | Enju Todorov             | Bulgaria         |
| Bronzo  | Shamseddin Seyed-Abbassi | Iran             |
| 4       | Nikos Karypidis          | Grecia           |
| 5       | Petre Coman              | Romania          |
| 6       | Elkan Tedeev             | Unione Sovietica |
| 7       | Ismail Al-Karaghouli     | Iraq             |
| 7       | Vehbi Akdağ              | Turchia          |
| 9       | Choi Jeong-Hyeok         | Corea del Sud    |
| 10      | József Rusznyák          | Ungheria         |
| 11      | José Ramos               | Cuba             |
| 12      | Tsedendambyn Natsagdorj  | Mongolia         |
| 13      | Josef Engel              | Cecoslovacchia   |
| 14      | Mohammad Ebrahimi        | Afghanistan      |
| 15      | Pat Bolger               | Canada           |
| 15      | Jürgen Luczak            | Germania Est     |
| 17      | Onesimo Rufino           | Rep. Dominicana  |
| 17      | Tadeusz Godyń            | Polonia          |
| 19      | John McCourtney          | Gran Bretagna    |
| 20      | José Luis García         | Guatemala        |
| 20      | Gabriel Ruz              | Messico          |
| 20      | Antonio Senosa           | Filippine        |
| 23      | Bobby Douglas            | Stati Uniti      |